# 昆士蘭音樂學院

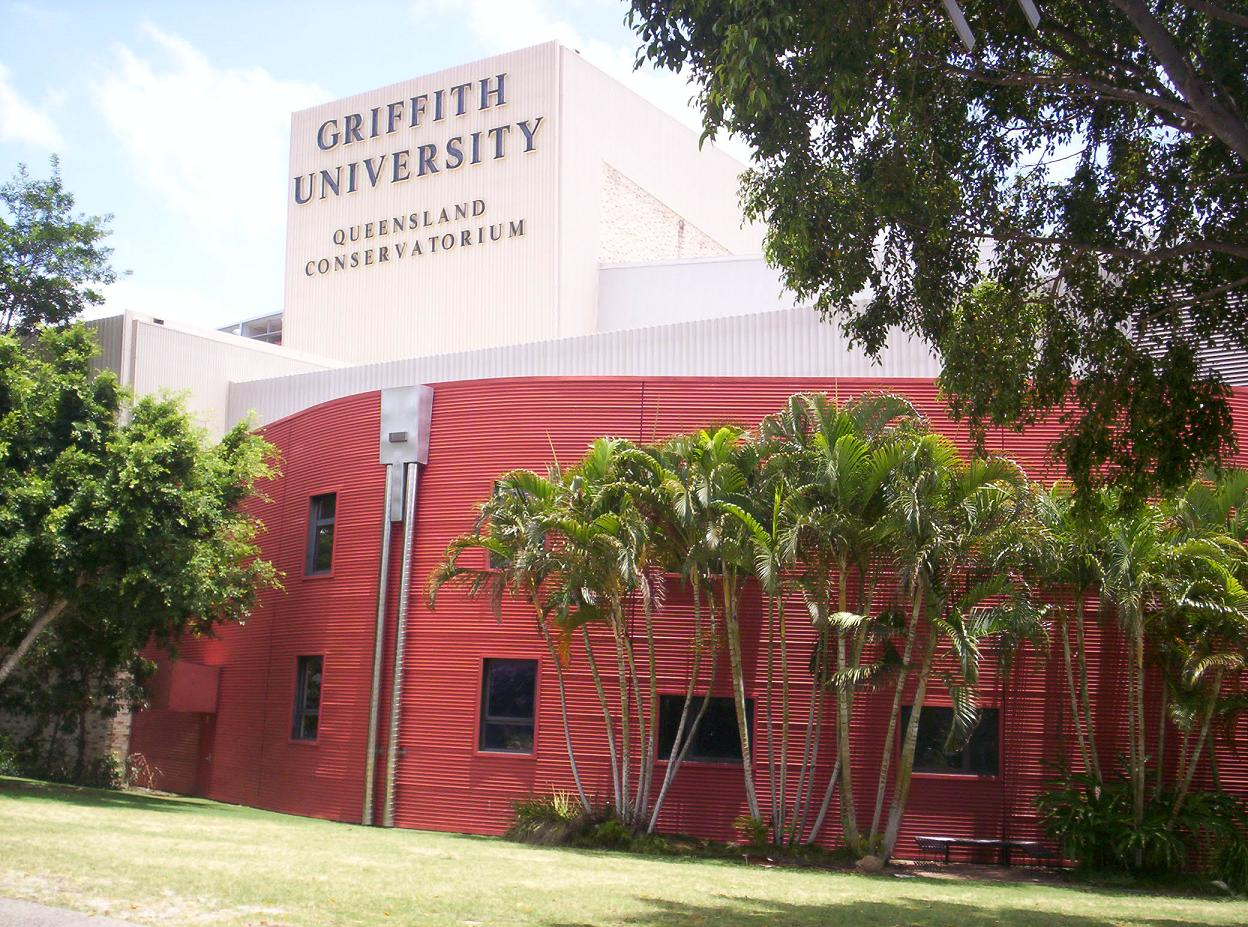
昆士蘭音樂學院位於布里斯本南岸的主體建築

昆士蘭音樂學院（英語：Queensland Conservatorium Griffith University、QCGU）位於昆士蘭州首府布里斯本市區、布里斯本河以南的南岸。這所音樂學院前身於1957年2月18日創校時，即是個獨立的音樂學院；早期以「南布里斯本市政廳」為校園，自舊地於1975年被劃歸予昆士蘭科技大學後，該校於1996年遷至中央商業區內的現址，是格里菲斯大学的六大校區之一；與另一校區昆士蘭藝術學院相距約400公尺。
昆士蘭音樂學院自創校以後，一直是個保有獨立招生、辦學地位的高等教育機構；直至1980年代晚期與格里菲斯大學合併成一體系，引進道金斯革新計劃。1996年，音樂學院遷至位於南岸的現址，並且定名為格里菲斯大學昆士蘭音樂學院。該院學生以『The Con』來暱稱母校 。1999年，音樂學院開設了「流行音樂學士」課程；並且自2000年起，該學位課程在該校的黃金海岸校區的資訊系所內開始招生授課 。2003年，附屬於音樂學院的研究中心開幕，成為該校的30所研究中心之一。

## 著名校友
- Jeffrey Black
- Lisa Gasteen
- Jason Barry-Smith
- David Lemke
- Jonathon Welch
- Helen Donaldson
- Rosemarie Arthars
- the Gormley sisters（Miriam、Clare）
- Robin Donald
- Daniel Amalm
- Graeme Jennings（世界知名的Arditti Quartet）
- Brett Dean
- Piers Lane
- Warwick Adeney
- Kate Miller-Heidke
- Brett Yang
- Eddy Chen

## 外部連結
- 昆士蘭音樂學院官方網站 （页面存档备份，存于）
- QCGU表演場次查詢網站首頁